# Sinularia platylobata
Sinularia platylobata är en korallart som beskrevs av van Ofwegen och Benayahu 1992. Sinularia platylobata ingår i släktet Sinularia och familjen läderkoraller. Inga underarter finns listade i Catalogue of Life.